# Yahoo! Pipes
Yahoo! Pipes — веб-приложение от Yahoo!, предоставляющее графический пользовательский интерфейс для создания приложений, объединяющих ленты новостей, веб-страницы и другие сервисы. Сайт позволяет пользователям получать потоки информации из разных источников и создавать правила по управлению полученным контентом (например, используя фильтры). Типичный пример — «New York Times thru Flickr», — поток забирает RSS-ленту New York Times и на основании ключевых слов каждой заметки добавляет фото с сервера Flickr. Сайт находится в состоянии beta-тестирования.
C 30 августа 2015 года сервис переведён в режим «Только чтение», а с 30 сентября окончательно закрыт.